# Estação Changhua
Changhua (chinês: 彰化, pinyin: Zhānghuà) é uma estação ferroviária no condado de Changhua, Taiwan, que é servida pela ferrovia de alta velocidade de Taiwan.

## História
A estação foi aberta em 1º de dezembro de 2015.

## Arquitetura
A estação foi projetada por Kris Yao com o tema de flores, vegetação e água ao redor da estação com uma área construída de 2,2 hectares. O principal material do exterior da estação são painéis de vidro.